# Classical Massacre
Classical Massacre – trzeci album studyjny polskiego skrzypka Jelonka, wydany 15 listopada 2019 przez Mystic Production. Zawiera interpretacji dzieł muzyki klasycznej. Pierwszym singlem została „Aria Skołuby” z opery „Straszny Dwór” Stanisława Moniuszki (libretto: Jan Chęciński) gościnnie zaśpiewana przez aktora Piotra Fronczewskiego. Nominacja do Fryderyka 2020 w kategorii «Album Roku Metal».